# Тев'є-молочник
«Тев'є-молочник» — радянський двосерійний телефільм (телеспектакль) 1985 року, режисера Сергія Євлахішвілі за однойменним циклом оповідань Шолом-Алейхема.

## Сюжет
Тев'є з Анатовкі веде переписку з Шолом-Алейхемом, який збирається видавати книгу про життя молочника. У листуванні Тев'є ділиться історіями про своє бідняцьке життя зі своєю величезною сім'єю і робить все можливе для щастя своїх дочок.

## У ролях
- Михайло Ульянов —  Тев'є, молочар
- Галина Волчек —  Голда, дружина Тев'є
- Діти Тев'є:
  - Ольга Чіповська —  Цейтл 
  - Віра Сотникова —  Хава 
  - Ольга Тарасова —  Годл 
  - Марина Сахарова —  Шпрінца 
  - Олена Тонунц —  Бейлка
- Володимир Симонов —  Перчик, чоловік Годл
- Сергій Маковецький —  Мотл, кравець, чоловік Цейтл
- Юрій Васильєв —  Федько, писар, чоловік Хави
- Олександр Котов —  Арон, син мадам Рози
- Борис Іванов —  Лейзер-Волф
- Юрій Катін-Ярцев —  Педоцур, чоловік Бейлкі
- Олег Милявський —  Єфраїм
- Євген Федоров —  Менахем-Мендл
- Георгій Мельський —  співак-Бадхен
- Лейла Ашрафова —  вдова Роза
- Альберт Буров —  дядько Арона
- Михайло Дадико —  батюшка
- Катерина Образцова —  дружина
- Світлана Радченко — епізод
- Олександр Евлахішвілі — епізод

## Знімальна група
- Режисер-постановник: Сергій Євлахішвілі
- Оператор-постановник: Борис Лазарев
- Художник-постановник: Ольга Гончаренко
- Композитор: Микола Каретников